# Мазовское сельское поселение
Мазовское сельское поселение — упразднённое муниципальное образование в составе Ельнинского района Смоленской области России.
Административный центр — деревня Мазово.
Образовано Законом Смоленской области от 20 декабря 2004 года. Упразднено Законом Смоленской области от 25 мая 2017 года с включением 5 июня 2017 года всех входивших в его состав населённых пунктов в Коробецкое сельское поселение.

## Географические данные
- Общая площадь: 132,4 км²
- Расположение: северо-восточная часть Ельнинского района
- Граничит:
  - на севере — с Дорогобужским районом
  - на востоке — с Угранским районом
  - на юге и западе — с Коробецким сельским поселением
- По территории поселения проходит автодорога Коробец — Мазово.
- Крупные реки: Демина, Угра, Усия.

## Население
| 2011 | 2012 | 2013 | 2014 | 2015 | 2016 | 2017 |
| ---- | ---- | ---- | ---- | ---- | ---- | ---- |
| 103  | ↘102 | ↘101 | →101 | ↘100 | →100 | ↗103 |

## Населённые пункты
На территории поселения находилось 14 населённых пунктов.
- Мазово, деревня
- Бодалино, деревня
- Вититнево, деревня
- Замошье, деревня
- Мартынково, деревня
- Марьино, деревня
- Матченки, деревня
- Мосолы, деревня
- Новики, деревня
- Сос, деревня
- Сосновка, деревня
- Титово, деревня
- Холбни, деревня
- Чащи, деревня

До середины 80-х годов XX века к Мазовскому сельскому поселению (ранее — Мазовский сельский Совет) относились деревни Сельцо (примерно в 3-3,5 км к северу от Мазово), Долголядье, Жильково, Красная Нива. Сельцо располагалось на р. Угра.

## Экономика
До 2000 года существовало 2 сельхозпредприятия, с 2008 года есть школа, магазин, отделение связи.